# K.u.k. Officierstöchter-Erziehungs-Institute
Der Zweck der k.u.k. Officierstöchter-Erziehungs-Institute war es, verdienten, kinderreichen und mittellosen Offizieren oder deren Witwen einerseits die Erziehung der Töchter zu erleichtern und andererseits diesen Töchtern eine Erziehung angedeihen zu lassen, die es ihnen ermöglichte, in Familien der höheren und wohlhabenden Stände ihren Lebensunterhalt als Erzieherinnen zu verdienen.
Ein Vortrag des Hofkriegsratspräsidenten Andreas Hadik von Futak bei Kaiser Joseph II. am 13. März 1775 war der Auslöser für die Gründung dieser scheinbar nicht zur k.k. Armee und den militärischen Institutionen in Wien passenden Institution. Graf Hadik wies darauf hin, dass Söhne aus Not leidenden Offiziersfamilien bei der Armee, beziehungsweise in deren Schulen unterkommen könnten, für Töchter aber keinerlei soziale Absicherung vorhanden sei.
Kaiser Joseph II. sah in der Gründung des Officierstöchter-Erziehungs-Instituts aber auch die Gelegenheit, für die Töchter des höheren Adels gut ausgebildete Erzieherinnen heranzubilden.

## Aufnahme
Aufnahme fanden laut „Reglement für das Hernalser Officiers-Töchter-Erziehungs-Institut“ aus dem Jahr 1859 ärarische, ständische und Privatstiftlinge, wie in diesem Reglement die weiblichen Zöglinge genannt werden. 63 der damals 70 Plätze im Institut waren ärarisch, also vom Militär finanziert und waren vom Militär ausgewählten Zöglingen vorbehalten.
Als militärische Zöglinge wurden nur Töchter von aktiven Offizieren im Alter von sechs bis acht Jahren aufgenommen. Entscheidend waren die Familienverhältnisse für die Aufnahme. Bevorzugt behandelt wurden verwaiste Mädchen – vaterlose Mädchen – mutterlose Mädchen – beide Elternteile leben. Um durch den Kaiser zum „Ärarial-Stiftling“ ernannt zu werden, spielten auch die militärischen Verdienste des Vaters eine Rolle, außerdem mussten die Mädchen römisch-katholisch sein.
Von dieser Einschränkung scheint man während der großen Reform abgewichen zu sein, denn ab 1878 wurde der evangelische Militär-Superintendent und Universitätsprofessor Doktor Johann Sebernig ebenso als Religionslehrer genannt wie zwischen 1880 und 1891 der griechisch-orientalische Archimandrit und Pfarrer in Wien Philarates Iannulis (Nachfolger ab 1891: Savas Poppoviciu, Militär-Erzpriester und Konsistorialrat).
Im Jahr 1877 wurden die Aufnahmeberechtigungen neu festgesetzt. So wurden jetzt vollwaise Mädchen – vaterlose Halbwaise (Vater gefallen oder im Dienst tödlich verunglückt) – invalid gewordene Väter – mutterlose Halbwaise – unbemittelte Eltern. Weiters wurden „Zahlplätze“ und „halbfreie Plätze“ (über die Kosten eines Zahlplatzes ist nichts bekannt) eingeführt. Aufgenommen wurden Mädchen im Alter von sieben bis dreizehn Jahren.
Im Jahr 1891 verfügten die beiden Standorte über insgesamt 234 Freiplätze durch die verschiedensten Stiftungsplätze. Die Zahl der Zahlplätze und der halbfrei-Plätze ist nicht bekannt.

## Finanzierung
Um das neu gegründete Institut zu finanzieren, wurden dem Soldatenkinder-Fonds mit Genehmigung durch Kaiser Joseph II. 60.000 Gulden entzogen und in einem eigenen Fonds angelegt. Von den Zinsen des angelegten Kapitals wurden die Plätze finanziert. Durch Spenden, Ersparnisse und zusätzliche Gewinne wurde das Stammkapital immer wieder erhöht, wodurch die schrittweise Erhöhung der Plätze für die Zöglinge möglich wurden.
Den Ankauf des Hauses in Wien 1785 und dessen Adaptierungen wurden von Kaiser Joseph II. finanziert.
Unter Kaiser Franz Joseph I. und seiner Frau Elisabeth erlebte das Hernalser Institut durch eine von der Kaiserin ins Leben gerufenen Spendenaktion eine wesentliche finanzielle Besserstellung.

## Die Institute
Das ältere der beiden Institute und von Beginn an unter militärischer Aufsicht ist jenes in Hernals (gegründet in Sankt Pölten). Das Ödenburger Institut wurde von einem privaten Verein gegründet und später vom gesamtstaatlichen Militär übernommen. Damit fielen beide Institute in den Komplex der Militärschulen und -erziehungsanstalten und das Hernalser Institut gehört zu den militärischen Einrichtungen in Wien.
k.u.k. Officierstöchter-Erziehungs-Institut Hernals
Das Offizierstöchter-Erziehungs-Institut wurde ursprünglich 1775 in Sankt Pölten gegründet, übersiedelte aber zehn Jahre später auf Weisung von Kaiser Joseph II. nach Hernals bei Wien.
Die steigende Zahl von Zöglingen machte immer wieder räumliche Erweiterungen nötig. Ursprünglich wurden die Mädchen zu Erzieherinnen ausgebildet, ab 1877 als Lehrerinnen und später auch als Kindergärtnerinnen.
Neben Kaiser Joseph II. waren vor allem Kaiser Franz Joseph I. und Kaiserin Elisabeth großzügige Förderer des Instituts in Hernals.
Andrea Olsens 2005 erschienener Roman Die Safranprinzessin (ISBN 3-426-62795-7) handelt teilweise im Offizierstöchter-Erziehungsinstitut Hernals.
Sanatorium Hirtenberg
Am 17. Dezember 1879 stellte das Reichskriegsministerium das 1852 durch Viktor von Odescalchi (1833–1880) an das k.k. Staatsärar verkaufte, von 1854 bis ca. 1875 als Fabrik für Schießbaumwolle verwendete und danach renovierte Schlösschen Hirtenberg an der Triesting (Niederösterreich) als Ferienheim für die Hernalser Zöglinge zur Verfügung. In „Die k.u.k. Officierstöchter-Erziehungs-Institute in Wort und Bild“, ein Erinnerungsbuch für ehemalige Lehrkräfte und Schülerinnen, benennt Karl Rosenberg (1861–1936) die Institution Sanatorium Hirtenberg.
k.u.k. Officierstöchter-Erziehungs-Institut Ödenburg
Dieses Institut wurde von einem privaten Verein gegründet, der für die Finanzierung zu sorgen hatte und hatte ähnliche Ziele wie jenes in Hernals.
Nach Streitereien der Vereinsmitglieder über die weitere Ausrichtung der Vereinsziele kam es zur Auflösung und das Kriegsministerium übernahm das Institut. Kurze Zeit später wurden beide Institute organisatorisch zusammengeschlossen.
Burg Sankt Petersberg (Tirol)
Die Burg Sankt Petersberg bei Silz im Inntal von Tirol wird im Internet unter anderem als ehemaliges Erholungsheim für Offizierstöchter genannt. Ob hier ein Zusammenhang mit einem Offizierstöchter-Erziehungsinstitut besteht, ist derzeit nicht geklärt.